# Ethelbert Blatter
Pour les articles homonymes, voir Blatter.
Ethelbert Blatter, né le 15 septembre 1877 à Rebstein (Suisse) et mort le 26 mai 1934 à Poona (Inde), est un prêtre jésuite suisse, et botaniste de renom.

## Biographie
Il étudie les langues modernes à Schwyz avant d'entrer dans la Compagnie de Jésus en 1896 à la grande surprise de ses proches. Il complète ses études de philosophie avant de se consacrer presque exclusivement à la botanique. Il arrive en Inde en 1903 et enseigne la biologie au Collège Saint Xavier de Bombay. C'est alors qu'il commence à rédiger ses premières contributions consacrées à la flore asiatique. Il voyage beaucoup et, à partir de 1906, constitue un vaste herbier.
De retour en Europe en 1909 pour l'étude de la théologie, comme préparation au sacerdoce, il est ordonné prêtre le 25 aout 1912 à Hastings (Angleterre).
Il rentre à Bombay en 1915 où il reprend son enseignement. Il succède à Alban Goodier comme recteur du collège en 1919. Il se retire en 1925 à Panchgani, une paroisse de montagne au Maharashtra, où il demeure jusqu'à sa mort en 1934.
En 1926, il supervise la réédition de la Flora of the Bombay Presidency de Theodore Cooke. Il est élu président de l'Indian Botanical Society en 1927.

## Blatter Herbarium
L'herbier des Facultés universitaires Saint-Xavier à Bombay qu'il avait initié en 1906 a été rebaptisé Blatter Herbarium en 1941, en hommage à son fondateur, par son associé le père Henry Santapau. Reconnu comme un des meilleurs en Inde il compte aujourd'hui plus de 300000 specimens de plantes et est répertorié sur la liste des herbiers publiée par le 'Kew Institute' de Londres.

## Publications
- The Flora of Aden, dans  Journal of the Bombay Natural History Society, 1907, vol. xvii : 895-920 ; 1908, vol. xviii : 54-68.
- Flora Arabica, Calcutta, 1919, 6 vol.
- The Flora of the Indian Desert (Jodhpur and Jaisalmer) (avec F. Hallberg), dans Journal of the Bombay Natural History Society, 1918-1921, vol. 26-27.
- The Ferns of Bombay (avec J.F. d'Almeida), Bombay, D.B. Taraporevala, 1922, viii-228 p., 2 colour. pl., 15 pl., 43 fig.
- Some beautiful Indian trees (avec Walter Samuel Millard), v.1925 (réédition 1954, Bombay Natural History Society)
- The Palms of British India and Ceylon, Oxford University Press, 1926, xxviii-600 p., maps, 49 fig. 106 pl.
- Beautiful Flowers of Kashmir, London, John Bale, Sons & Danielsson Ltd, 1928-1929, 2 vol.
- The Flora of the Indus Delta (avec F. Hallberg & C. McCann), Methodist Publishing House, Madras, 1929, 173 p., 37 plates.
- Indian Medicinal Plants, Allahabad, Lalit Mohan Basu, 1933, 4 vol.

## Sources
- (en) Nécrologie parue dans Current Science, August 1934.
- Alfred Barton Rendle, Ethelbert Blatter, S.J. (1877-1934), dans The Journal of Botany, British and Foreign, 1935, p. 318-319.